# Icke-standardpokerhand
Icke-standardpokerhand är speciella kortkombinationer utöver de vanliga pokerhänderna som erkänns i några få pokerspel. Att erkänna sådana kan till exempel bli aktuellt när en joker används som vilt kort. När inget särskilt sägs används annars alltid den traditionella rangordningen av standardpokerhänderna som är från högsta till lägsta: färgstege, fyrtal, kåk, färg, stege, triss, tvåpar, par, "högt kort". 
Icke-standardpokerhänder:
- Femtal
- Fyrfärg (sökö)
- Fyrstege (sökö)
- Holländsk flush

Mer information om standardhänderna finns i pokerhand.